# ティザード堆
| ティザード堆                                                         |
| -------------------------------------------------------------------- |
| エルダド礁 ペトリー礁 サンド礁 中洲礁 太平島 ガベン礁 ナムイエット島 |

ティザード堆（ティザードたい、英語：Tizard Bank、中国語: 鄭和群礁（簡体字中国語: 郑和群礁））は、南シナ海の南沙諸島北部にある環礁である。主として暗礁等から成り、高潮時にも水面上にあるのは南沙諸島最大の島であるイツアバ島（太平島）のみである。
英国の発行する海図には、1860年代にこの環礁を調査した英国の海洋学者トマス・ヘンリー・ティザードに因んで"Tizard Bank"と表記している。中国名の鄭和群礁は、南海を航海した明代の武将鄭和に因むものである。またアメリカ国家地球空間情報局が発行する海図には、鄭和群礁をピンイン表記した"ZHENGHE QUNJIAO"と丸括弧書きで"Southhampton Reefs"と併記している。
ティザード堆の島礁については、中華人民共和国、中華民国（台湾）、ベトナム、フィリピンが主権を主張している。
エルダド礁やガベン礁では中国による埋め立てが確認されている。

## 主要な島礁
- 太平島
- 中洲礁
- サンド礁
- ペトリー礁
- エルダド礁
- ナムイット島
- ガベン礁